# Isaiah Wilkerson
Pour les articles homonymes, voir Wilkerson.
Isaiah Jamal Wilkerson, né le 13 novembre 1990 à Staten Island à New York, est un joueur américain de basket-ball.